# Elisabetta Barbato
Elisabetta Barbato (Barletta, 11 de septiembre de 1921-Roma, 1 de febrero de 2014) fue una soprano italiana.
Perfeccionó estudios en Roma con Luigi Ricci y debutó con Aida en una estación veraniega de La Scala en el Palau d'Esports de Barcelona. Confirmó sus dotes de soprano dramática en la La forza del destino, en las Termas de Caracalla. Se afirmó rápidamente cimentándose en el repertorio verdiano y participó en el estreno absoluta de la Proserpina de Castro.